# Дольченера
Дольчене́ра (итал. Dolcenera, настоящее имя Эмануэла Тране (Emanuela Trane), род. в Галатине 16 мая 1977) — итальянская певица.

## Биография
Родилась в семье музыкантов. С пяти лет в течение последующих десяти училась игре на фортепьяно, пению и кларнету. В 14 начала писать свои первые песни и выступать. Большая поклонница интернета, однажды вечером встретила в чате Лучио Фаббри, аранжировщика и продюсера (в том числе и известного Италии Фабрицио Де Андрэ), которого попросила принять участие в редакции её собственных композиций. Соглашение оказалось взаимовыгодным: Дольченера совершенствует свой стиль написания песен и вместе они занимаются поиском идеального звучания для её творчества.
В 2002 Дольченера дебютирует, участвуя в отборе на конкурсе «Место назначения — Санремо», транслируемом на телеканале RAI2, и входит в число финалистов, допущенных до участия в фестивале.
В 2003 она получает первое место в 53-м фестивале Санремо в категории для начинающих исполнителей с композицией Siamo tutti là fuori и выпускает свой первый альбом Sorriso Nucleare. С этого момента карьера певицы резко пошла в гору, она устроила тур — презентацию нового альбома, включающий более 30 концертов по всей Италии, в том же году выступает на площади Святого Петра с Концертом в Ватикане и выступает для заключённых в тюрьме для несовершеннолетних в Риме.
В 2005 выигрывает Music Farm с песней Mai più noi due. Выходит второй её альбом Un Mondo Perfetto, который становится золотым, и продан в более чем 90.000 копий. Диск оставался в топ-рейтинге в течение года и Дольченера завоёвывала всё большую любовь публики во время тура, охватившего более 50 итальянских городов.
В 2005 получает разные премии: премия Де Андрэ, «лучшая перспективная исполнительница» на премии M.E.I., Серебряного льва как «музыкальное открытие года» и выпускает Special edition альбома Un Mondo Perfetto, включающий также DVD с концерта где выступает в дуэте с Клаудио Бальони и Лореданой Берте.
В феврале 2006 выпускает Dolcenera canta il cinema, эксклюзивными правами на который обладает XX Century Fox. В этом альбоме Дольченера перепевает красивейшие песни американского кино.
В марте 2006 — главное лицо фестиваля в Санремо с песней Com'è straordinaria la vita и выпускает третий альбом Il popolo dei Sogni, который за неделю становится золотым и впоследствии — платиновым. Участвует как гость на передаче Il Tornasole с ведущим Андреа Пецци, перепевая самые культовые песни в истории рока.
В июле 2006 Дольченера премирована на Venice Music Awards в секции The best voice, становится лицом UNICEF в мировой компании Uniti per i bambini, Uniti contro l’AIDS («Вместе для детей, вместе против СПИДа»). Поёт для заключённых в Реджина Коэли.
В августе 2006 выпускает в Германии, Австрии и Швейцарии сборник Un Mondo Perfetto, включающий самые красивые песни из её репертуара.
Благодаря успеху продаж этого диска в Германии, начинает в марте 2007 тур по главным городам Германии с новой редакцией немецкого альбома Un Mondo Perfetto — Tour Edition, с различными версиями концертных записей.
В 2007 исполняет песню In fondo alla notte для фильма La notte del mio primo amore, переводит на итальянский и исполняет две песни Mon Amour и Sei tu из французского фильма Finchè nozze non ci separino и играет роль в фильме Scrivilo sui muri режиссёра Джанкарло Скаркилли.
В 2008 после успеха концерта в Deutsches Theater в Монако и концерта Grand Arche à la Défense в Париже, Дольченера открывает концерты Zucchero в Австрии в апреле, и затем в мае в Монако на Олимпийском стадионе на праздновании открытия самого большого музея рока в Германии, в котором есть место и для Дольченеры. В июне Дольченера приглашена Васко Росси для открытия его концертов, в июле выступает вместе со своей группой на международном фестивале музыки в Тунисе и участвует в Expo 2008 в Испании.
В 2009 Дольченера участвует на 59-м фестивале в Санремо с композицией Il mio amore unico, включенной в новый альбом, выпущенный 20 февраля под заголовком Dolcenera Nel Paese Delle Meraviglie.

## Дискография

### Альбомы
- 2003 — Sorriso nucleare
- 2005 — Un mondo perfetto
- 2006 — Il popolo dei sogni
- 2009 — Dolcenera nel paese delle meraviglie
- 2011 — Evoluzione della specie
- 2012 — Evoluzione della specie 2
- 2015 — Le Stelle Non Tremano
- 2016 — Le Stelle Non Tremano Supernovae

### EP
- 2006 — Dolcenera canta il cinema

### Сборники
- 2006 — Un mondo perfetto (Tour Germany)
- 2007 — Un mondo perfetto (Tour Edition)

### Синглы
- 2002 — Solo tu
- 2003 — Siamo tutti là fuori
- 2003 — Devo andare al mare
- 2004 — Vivo tutta la notte
- 2005 — Mai più noi due
- 2005 — Continua
- 2006 — Com'è straordinaria la vita
- 2006 — Passo dopo passo (Germany release)
- 2006 — Piove (Condizione dell’anima)
- 2009 — Il mio amore unico
- 2009 — La più bella canzone d’amore che c'è
- 2009 — Un dolce incantesimo
- 2011 — Il sole di domenica
- 2011 — L’amore è un gioco
- 2011 — Read all about it (Tutto quello che devi sapere)
- 2012 — Ci vediamo a casa
- 2012 — Un sogno di libertà
- 2014 — Niente al mondo
- 2015 — Accendi lo spirito
- 2015 — Fantastica

## Туры
- 2003 — Dolcenera tour live 2003
- 2005 — Un mondo perfetto tour 2005
- 2006 — Welcome tour 2006
- 2007 — Welcome tour 2007
- 2009 — Dolcenera nel paese delle meraviglie tour 2009
- 2011 — Evoluzione della specie tour
- 2012 — Evoluzione della specie tour teatrale
- 2012 — Ci vediamo in tour

## Видеоклипы
- 2003 — Siamo tutti là fuori
- 2003 — Devo andare al mare
- 2005 — Mai più noi due
- 2005 — Com’eri tu
- 2005 — Passo dopo passo
- 2005 — Continua
- 2006 — Com'è straordinaria la vita
- 2006 — Il luminal d’immenso
- 2006 — Piove (Condizione dell’anima)
- 2009 — Il mio amore unico
- 2009 — La più bella canzone d’amore che c'è
- 2009 — Un dolce incantesimo
- 2011 — Il sole di domenica
- 2011 — L’amore è un gioco
- 2011 — Read all about it (Tutto quello che devi sapere)
- 2012 — Ci vediamo a casa

## Фильмография
- 2007 — Il nostro messia
- 2007 — Scrivilo sui muri
- 2009 — Amore 14